# 乙骨正生
乙骨 正生（おっこつ まさお、1955年〈昭和30年〉12月1日 -
）は、日本のジャーナリスト。東京都東村山市出身。創価大学法学部卒業。雑誌『FORUM21』編集発行人。NPO法人「多摩レイクサイドFM」理事、同法人が運営する放送局「多摩レイクサイドFM」のパーソナリティとして段勲とともにレギュラー枠を持つ。

## 略歴
- 1955年 - 東京都東村山市に生まれる。一家は日本共産党の活動家[1]。後に転向して創価学会に入会する。
- 1976年 - 創価大学法学部に入学する。
- 1978年 - 大学在学中に一家揃って創価学会を脱会し、正信会に従う。
- 1979年 - 創価大学を卒業する。
- 1981年 - 日本共産党機関紙『しんぶん赤旗』（4月27日付）に、「創価大学第6期生O君 (25) 」として登場し、初めてのマスコミデビューとなる。
- 1981年 - 正信会機関紙の継命新聞社に就職する。
- 1990年代以降 - 『週刊新潮』、『週刊文春』をはじめとする各種週刊誌への記事掲載を開始する。
- 2002年 - 隔週刊雑誌『FORUM21』を発刊（現在は月刊）、編集発行人。
- 2004年 - 東村山市議会議員矢野穂積らによるコミュニティFM局「ひがしむらやまエフエム」(現・多摩レイクサイドFM)開局、法人理事に就任。

## 活動
活動のほとんどは創価学会・公明党に対する批判・攻撃である。著書の執筆や講演を行うほか、週刊新潮などの記事にコメントを寄せている。また、自身も創価学会・公明党批判の雑誌『FORUM21』を発行している。
政治的位置を問わず、きわめて多岐にわたる人脈を持つ。乙骨と同様に創価学会を脱会した元創価学会教学部長の原島嵩や元創価学会顧問弁護士の山崎正友、元公明党代議士の大橋敏雄、元公明党都議会公明党幹事長の龍年光、元公明党都議会公明党幹事長の藤原行正らとの連携・協力に加え、著作の多くは共産党系の出版社から出ている(#単著参照)一方、櫻井よしこ・平沼赳夫・水島総などの保守系人脈と共著がある(#共著参照)。朝木明代市議転落死事件（東村山市）では、事件の翌日から東村山市議会議員矢野穂積と連携して他殺説の広報を行い、『文藝春秋』に執筆した記事は自民党議員の国会質問の根拠となった。2008年には矢野に協力する瀬戸弘幸・西村修平ら右翼活動家の集会に参加している。また、石井一・前田雄吉ら小沢一郎系の民主党国会議員らによる流通ビジネス議員連盟による番組「ネットワーク・プラザ」が乙骨が法人理事をつとめる多摩レイクサイドFMで放送され、乙骨は番組制作費として同連盟から数十万円を受領し、番組の著作権は同連盟に譲渡されて、番組収録CDの販売代金は同連盟の収益となっている。石井・前田らはFORUM21にも数度寄稿している。

## 裁判
乙骨による記事・コメントに対しては、掲載した編集者・出版社とともに名誉棄損の民事訴訟を起こされ、聖教新聞などによると、内容の真実性・真実相当性が認められずに敗訴が確定したものが6件ある。判決では、しばしば、裏付けとなる情報の信憑性の低さや調査取材の杜撰さ・不足を指摘されている。
| 原告                               | 被告                               | 対象記事                                         | 記事内容                           | 賠償                                          |
| ---------------------------------- | ---------------------------------- | ------------------------------------------------ | ---------------------------------- | --------------------------------------------- |
| 創価学会                           | 乙骨・有限会社フォーラム           | 和歌山県下津町における集会での講演 （1999年8月） | 墓地開発がらみで裏金               | 50万円                                        |
| 創価学会                           | 新潮社・編集長・乙骨               | 『週刊新潮』記事                                 | ダミー企業による地上げ             | 賠償金400万円・謝罪広告 乙骨には賠償金100万円 |
| 創価学会                           | 乙骨・有限会社フォーラム           | 『FORUM21』 （2002年5月1日号）                   | 脱税事件の黒幕                     | 50万円                                        |
| N・ラダクリシュナン （平和運動家） | 乙骨・有限会社フォーラム           | 『FORUM21』 （2002年8月1日号）                   | インド政府から告発を受けた問題人物 | 連帯して50万円                                |
| 柳原滋雄 （ジャーナリスト）        | 乙骨・有限会社フォーラム・野田峯雄 | 『FORUM21』 （2003年）記事                       | 社会党に潜入しスパイ行為           | 連帯して110万円                               |
| 山本武 （創価学会副理事長）        | 新潮社・編集長・乙骨               | 『週刊新潮』 （2006年5月18日号）記事             | 収賄・女性問題他                   | 謝罪広告 230万円（うち乙骨は55万円）          |

一方で、勝訴したケースもある。
1. 『別冊宝島 日本「怪死」事件史』収録の記事「東村山女性市議『自殺』事件 鑑定書は何を語るのか 自殺と最終判断された人気市議“転落死”事件の闇」を当時の捜査関係者(提訴時は退職)が訴えた裁判では、「捜査に対する疑問を呈した論評にすぎない」との主張が認められた[7]。
2. 『FORUM21』2004年1月15日号の対談記事を創価学会が訴えた裁判の東京高裁判決でも、「創価学会が殺害に関与しているとは書いていないし、一般読者がそのような印象を持つことはない」との主張が認められ勝訴、学会の上告も棄却されて確定した[8]。
3. 創価新報から2006年2月1日付紙面で「ペテン師の下請け」「平気で裏切る。カメレオンだ」「恩を知らない。畜生にも劣るやつだ」「何かのヒモつきだ」、11年勤めた継命新聞社を「2年で退職」と侮辱され名誉毀損で提訴。2011年3月、乙骨が勝訴する[9]。

## 著書

### 単著
- 『怪死―東村山女性市議転落死事件』(教育史料出版会、1996年) ISBN 4876522928
- 『公明党＝創価学会の野望―「自・創」野合政権を撃つ』(かもがわ出版、1999年) ISBN 4876994986
- 『公明党＝創価学会の深層―「自・創」野合政権を撃つ (2)』(かもがわ出版、2003年) ISBN 4876997306
- 『公明党＝創価学会の真実―「自・創」野合政権を撃つ (3)』(かもがわ出版、2004年) ISBN 4876998442
- 『司法に断罪された創価学会』(かもがわ出版、2009年) ISBN 978-4780302585

### 共著
- （櫻井よし子・平沼赳夫・業田良家・長谷川三千子・百地章・古屋圭司・古川禎久・水島総・平田文昭・木村晋介・米田建三・城内実ほか）『危ない!人権擁護法案 迫り来る先進国型全体主義の恐怖』　展転社、2006年 ISBN 4886562825

## 出演

### インターネット番組
- 日本文化チャンネル桜
  - 日本よ、今...『闘論！倒論！討論！2014』　政治と宗教の現在（2014年5月10日）[10][11][12]
  - 日本よ、今...『闘論！倒論！討論！2014』　政治と宗教の現在 Part2（2014年11月1日）[13][14][15]